# Цонев, Радослав
Радослав Цонев (болг. Радослав Александров Цонев; род. 29 апреля 1995, Благоевград) — болгарский футболист, полузащитник казахстанского клуба «Тобол».

## Клубная карьера
Футбольную карьеру начинал в 2011 году. 27 мая 2011 года в матче против клуба «Монтана» дебютировал в чемпионате Болгарии (3:0).
В августе 2016 года перешёл в итальянский клуб «Лечче». 27 ноября 2016 года в матче против клуба «Таранто» дебютировал в итальянской Серии С (1:0).
В августе 2022 года стал игроком болгарского клуба «Пирин» Благоевград.
В январе 2023 года подписал контракт с клубом «Арда».

## Карьера в сборной
12 октября 2021 года дебютировал за сборную Болгарии в матче против сборной Северной Ирландии (2:1).

## Достижения
«Левски»
- Серебряный призёр Чемпионата Болгарии (3): 2010/11, 2012/13, 2015/16
- Обладатель Кубка Болгарии: 2021/22
- Финалист Кубка Болгарии (2): 2012/13, 2014/15

«Витербезе»
- Обладатель Кубка Италии серии С: 2018/19

«Тобол» Костанай
- Обладатель Суперкубка Казахстана: 2024

## Клубная статистика
| Игровая карьера | Игровая карьера     | Игровая карьера | Лига | Лига | Кубок | Кубок | Межд. | Межд. | Др. | Др. |
| --------------- | ------------------- | --------------- | ---- | ---- | ----- | ----- | ----- | ----- | --- | --- |
| 2020/21         | Левски              | А               | 6    | 1    | —     | —     | —     | —     | —   | —   |
| 2021/22         | Левски              | А               | 22   | 1    | 3     | 0     | —     | —     | —   | —   |
| 2022/23         | Пирин (Благоевград) | А               | 12   | 2    | 1     | 0     | —     | —     | —   | —   |
| 2022/23         | Арда                | А               | 18   | 4    | 1     | 0     | —     | —     | —   | —   |
| 2023/24         | Арда                | А               | 20   | 1    | 2     | 2     | —     | —     | —   | —   |
| 2024            | Тобол (Костанай)    | А               | —    | —    | —     | —     | —     | —     | —   | —   |